# LZ-2A鵜鶘直升機
LZ-2A鵜鶘直升機（英語：Pelican)是一款由格利登·多曼研製的八座直升機。
在改裝的R-6直升機（多曼編號為LZ-1A）上對多曼設計的旋翼進行試飛後，該公司開發了一款使用該旋翼的五座直升機。. 關於LZ-2A的資訊很少，除了它被發展成更大的八座LZ-4之外（LZ-4是第一架完全由該公司設計的直升機），這表明LZ-2A可能是基於LZ-1進一步改造的。LZ-2A採用245hp(183kW)富蘭克林發動機。

### 書目
- . Orbis Publishing.